# Jaksur-bogyjai járás
A Jaksur-Bogyjai járás (oroszul Якшур-Бодьинский район [Jaksur-bogyjinszkij rajon], udmurtul Якшур-Бӧдья ёрос [Jaksur-bögyja jorosz]) Oroszország egyik járása az Udmurtföldön. Székhelye Jaksur-Bogyja.

## Népesség
- 2002-ben 22 599 lakosa volt, melynek 59%-a udmurt, 37%-a orosz, 2%-a tatár.
- 2010-ben 21 467 lakosa volt, melyből 10 796 udmurt, 9 570 orosz, 382 tatár stb.